# Charco Largo
Charco Largo är en ort i Mexiko.   Den ligger i kommunen Tarimoro och delstaten Guanajuato, i den centrala delen av landet, 200 km nordväst om huvudstaden Mexico City. Charco Largo ligger 1 759 meter över havet och antalet invånare är 759.
Terrängen runt Charco Largo är platt åt nordväst, men åt sydost är den kuperad. Runt Charco Largo är det ganska tätbefolkat, med 70 invånare per kvadratkilometer. Närmaste större samhälle är Salvatierra, 9,7 km sydväst om Charco Largo. Trakten runt Charco Largo består till största delen av jordbruksmark.